# 카렐 로덴
카렐 로덴(Karel Roden, 1962년 5월 18일 ~ )은 체코의 배우이다.

## 출연 작품
- 본 슈프리머시
- 방탄승
- 15분
- 론리 플레이스 투 다이 - 다코 역
- 캣 런 - 다니엘 카버 역
- 리디체
- 포 선즈 - 카렐 역
- 시그널
- 프랑켄슈타인스 아미
- 포르노그래퍼 - 얀 샤우덱 역
- 엔젤
- 스워드 오브 벤전스
- 패밀리 필름
- 위 아 네버 얼론
- 더 울프 프롬 로얄 빈야드 스트릿
- 인 트리트먼트 3
- 어 프로미넌트 페이션트
- 작은 십자군